# Germán Chiaraviglio
Germán Chiaraviglio, född 16 april 1987, är en argentinsk friidrottare. Han deltog vid olympiska sommarspelen 2008, olympiska sommarspelen 2016 och olympiska sommarspelen 2020.